# Benjamin Savšek
Benjamin Savšek (født 24. marts 1987) er en slovensk kajakroer, der konkurrerer i slalom. 
Han repræsenterede sit land under sommer-OL 2012 i London, hvor han sluttede på en 8. plads i C-1.
Under sommer-OL 2020 i Tokyo, som blev afholdt i 2021, vandt han guld i C-1. 